# Stephanocyclos henssenianus
Stephanocyclos henssenianus är en lavart som beskrevs av Hertel 1983. Stephanocyclos henssenianus ingår i släktet Stephanocyclos och familjen Porpidiaceae.   Inga underarter finns listade i Catalogue of Life.